# Томаш Карас
Томаш Карас (чеш. Tomáš Karas; Праг, 16. мај 1975) је бивши чешки веслач.
Карас је као члан посаде четверац скула на Олимпијским играма 2004. у Атини са којим је освојио друго место и сребрну медаљу.
Посаду четверац скула на Олимпијским играма 2004. осим њега чинили су Давид Коприва, Јакуб Ханак и Давид Јирка.
У својој каријери од 1993 до 2009. учествовао је на 8 Светских првенстава у веслању у разним дисциплинама од двојца до осмерца. Највећи успех је постизао у четверац скулу са којим је два пута био пети (2006. и 2007), а на Европском првенству 2008. четврти.
Томаш Карас је био члан веслачког клуба Дукла из Прага. Висок је 2,00 метра а тежак 97 килограма.